# Burg Eisenberg (Bayern)
Die Burg Eisenberg ist die Ruine einer mittelalterlichen Höhenburg auf dem Isenberch, einem 1055 m hohen Vorberg der Tannheimer Berge, vier Kilometer nördlich von Pfronten in der Gemeinde Eisenberg im Landkreis Ostallgäu im Südwesten von Bayern. Die Burgruine bildet zusammen mit der Burg Hohenfreyberg eine landschaftsbeherrschende und weithin sichtbare Burgengruppe.

## Geschichte

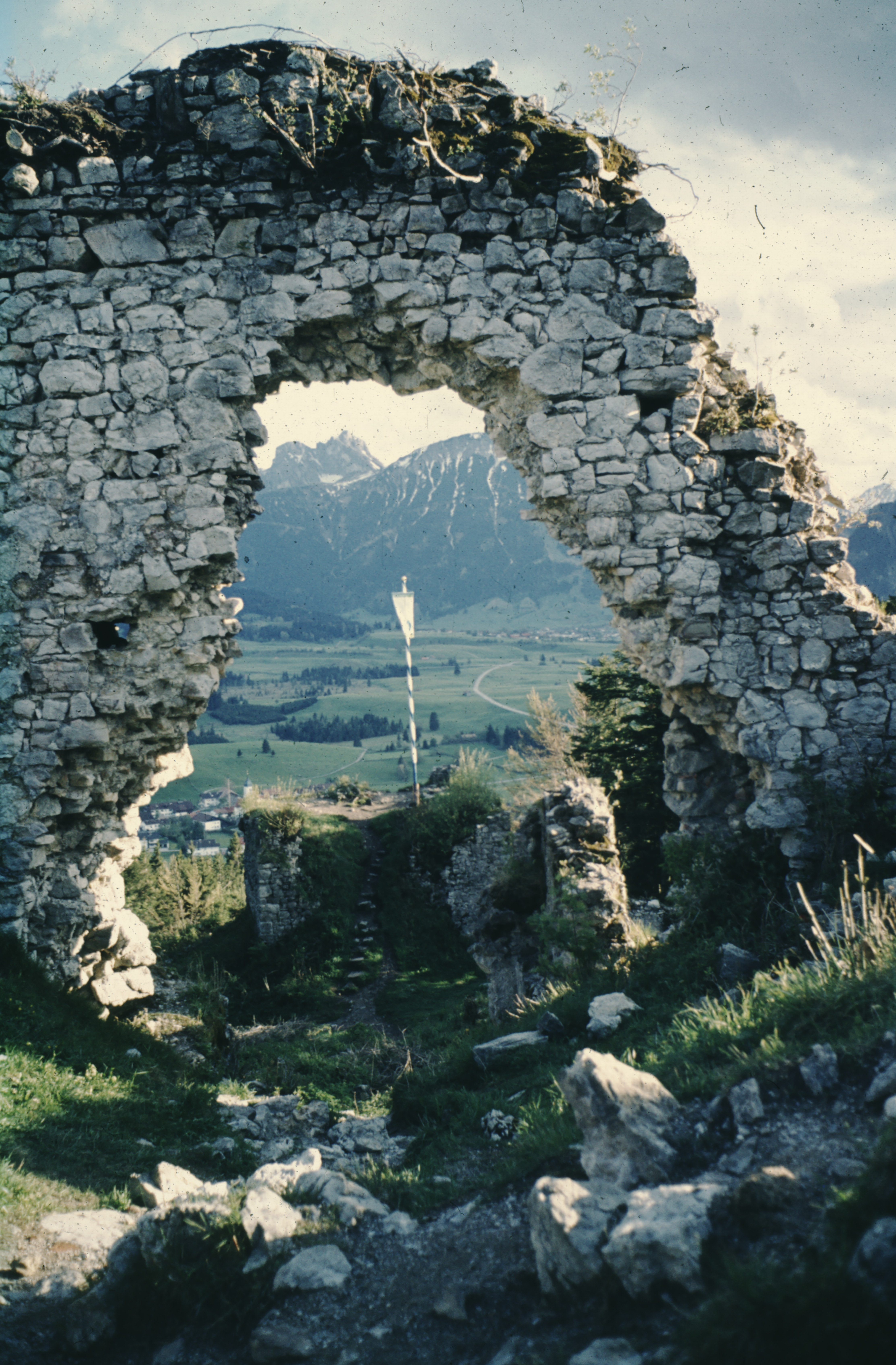
Südliches Haupttor vor den Erhaltungsmaßnahmen, 1983

Um 1315 wurde die neue Burg durch die Edelfreien von Hohenegg angelegt. Die Hohenegger waren vor den Expansionsbestrebungen des Tiroler Grafen Meinhard II. nach Norden ins Allgäu ausgewichen, da er sich ihrer beiden Burgen Loch und Vilsegg bemächtigt hatte.
Die erste urkundliche Erwähnung der neuen Burg ist auf 1340 datiert mit „uf den Isenberch“. Bereits 1382 mussten die Hohenegger die Veste an den österreichischen Herzog Leopold III. von Habsburg veräußern, der die Burg und die Herrschaft bald danach als Lehen an Friedrich von Freyberg vergab, den Schwiegersohn des letzten edelfreien Burgherren Berthold von Hohenegg.
Im Bauernkrieg wurde die Burg 1525 beschädigt, wofür die Familie zehn Jahre später entschädigt wurde.
Gegen Ende des Dreißigjährigen Krieges teilte Eisenberg das Schicksal ihrer beiden Nachbarburgen Hohenfreyberg und Falkenstein. Im September 1646 beschloss die Tiroler Landesregierung die Aufgabe ihrer drei Allgäuer Vorposten, angesichts der Bedrohung durch das anrückende schwedische Heer. Die Burgen wurden geräumt und in Brand gesteckt, sie sollten den Angreifern nicht intakt in die Hände fallen. Da die Schweden kurz darauf ihre Marschrichtung änderten, war die Opferung der Wehranlagen zwecklos. Alle drei Burgen sind seitdem unbewohnte Ruinen.
Die Ruine verblieb bis 1952 im Besitz der Familie von Freyberg-Eisenberg zu Eisenberg. In diesem Jahr starb die letzte Trägerin dieses alten Namens. 1980 kaufte die Gemeinde Eisenberg die Ruinenreste, um bereits ein Jahr später zusammen mit dem Verein zur Erhaltung der Burg Eisenberg mit der Sanierung zu beginnen.
Auf dem Areal der Burg Eisenberg befindet sich heute auch eine Sendeanlage zur Verbreitung des Radioprogramms von RSA Allgäu auf der UKW-Frequenz 106,3 MHz mit 500 W ERP.

## Beschreibung
Kern der Anlage ist die ovale Hauptburg, die ab etwa 1315 errichtet wurde. Es handelt sich um eine Mantelmauerburg, die Ringmauer ist also in der Art einer Schildmauer um die gesamte Hauptburg herumgeführt. Ein Bergfried war hier entbehrlich, seine wehrtechnischen und repräsentativen Funktionen übernahm der hohe Mantel. Gegen Ende des 15. Jahrhunderts begann man mit der Verstärkung und Modernisierung der Burg. Der Mantel wurde erhöht und durch einen Zinnenkranz abgeschlossen, um die Hauptburg ein starker Zwinger gelegt und die Befestigung der großen Vorburg ausgebaut. Die Vorburgmauer ist durch vier halbrunde, mauerhohe Schalentürme bewehrt, ein gleichartiger Turm verstärkt die Zwingermauer neben dem Haupttor.
Der ursprüngliche Burgeingang lag auf der Ostseite der Hauptburg, erst im 16. Jahrhundert schuf man die heutige Eingangssituation und legte dem alten Tor eine große, erdverfüllte Bastion vor. Der heutige Eingang in die Hauptburg liegt entgegengesetzt im Westen, das Haupttor ist so von der Vorburg wesentlich leichter erreichbar.
Im Inneren der Hauptburg haben sich noch die Wände der Wohn- und Wirtschaftsbauten teilweise erhalten. Die Burg verfügte über zwei Palasse und eine Kapelle, eine Zisterne, Back- und Badestube und Lagerräume. Es sind auch noch einige Reste der Kellergewölbe zu sehen. Die Innenbebauung ist direkt an die Mantelmauer angefügt.
Im Westen erhebt sich in der Vorburg ein niedriger, viereckiger Turmbau, der ehemals als Auslug oder Geschützplattform gedient haben dürfte. Heute wird er mit seiner eingebauten hölzernen Aussichtsplattform als Aussichtswarte auf Pfronten und die umliegende Allgäuer und Tiroler Bergwelt genutzt.
Die gesamte Anlage wurde inzwischen durch die Gemeinde und den Burgverein gesichert und ist frei zugänglich. Während die Nachbarburg Hohenfreyberg nach modernsten wissenschaftlichen Kriterien mustersaniert wurde, bietet Eisenberg das Beispiel einer handwerklich sauber und mit viel Idealismus ausgeführten „herkömmlichen“ Burgsanierung. Ergänzungen und „Glättungen“ erfolgten nur dort, wo es bautechnisch und statisch notwendig war.

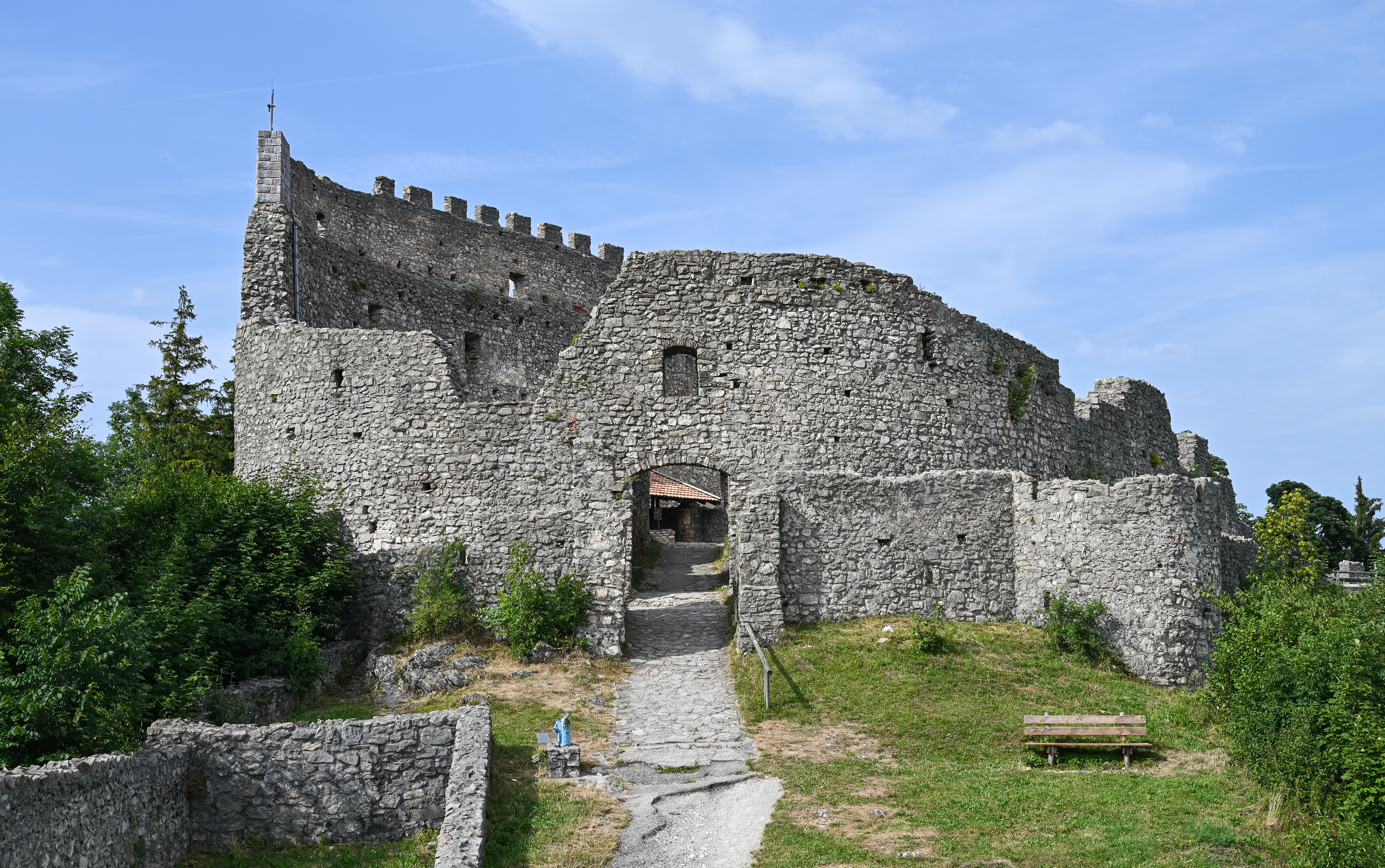
Die Hauptburg von Süden
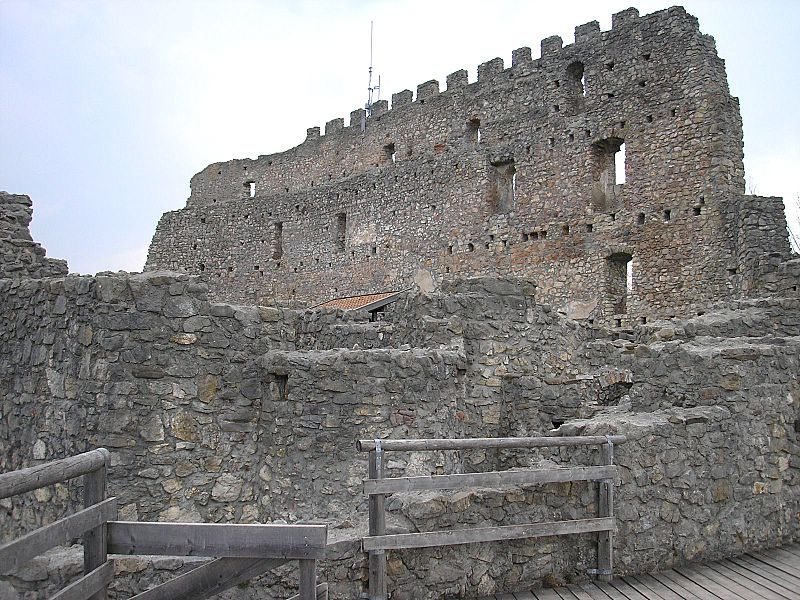
Der „Hohe Mantel“
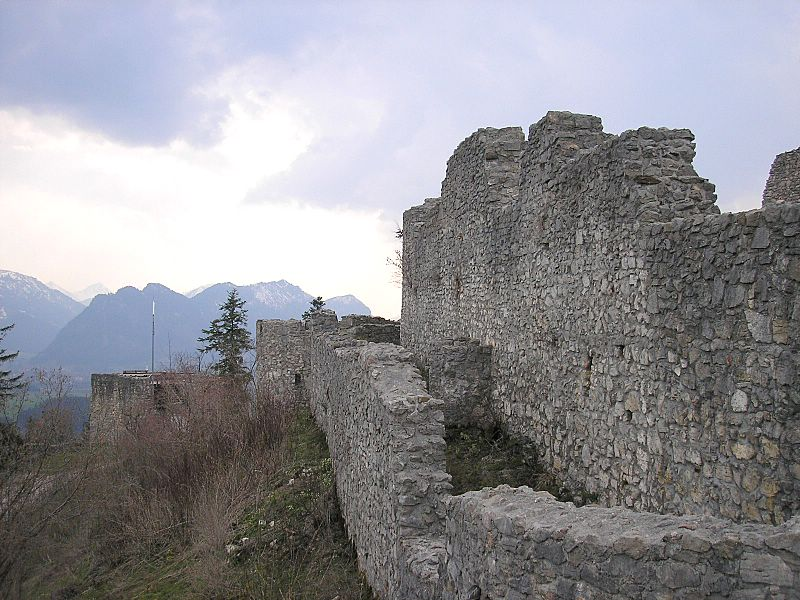
Ostseite der Hauptburg und Zwinger
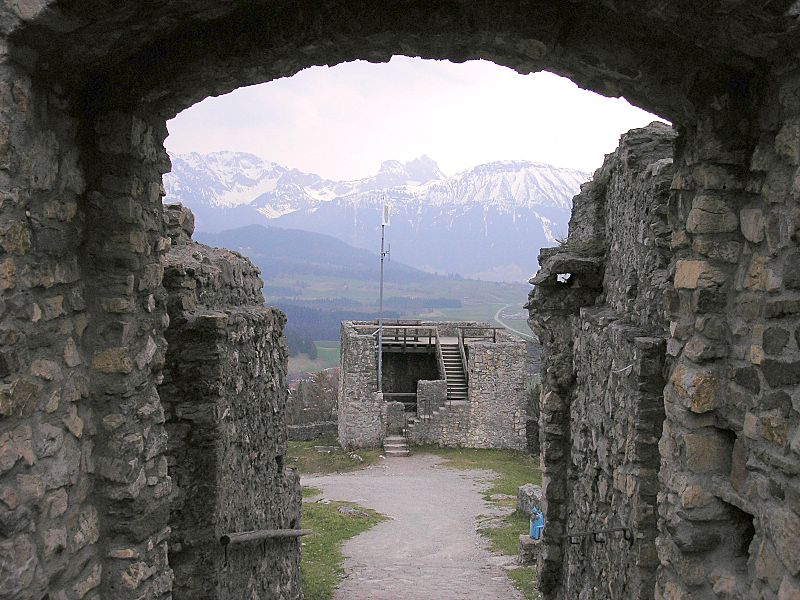
Blick durch das südliche Haupttor auf den Wachturm in der Vorburg
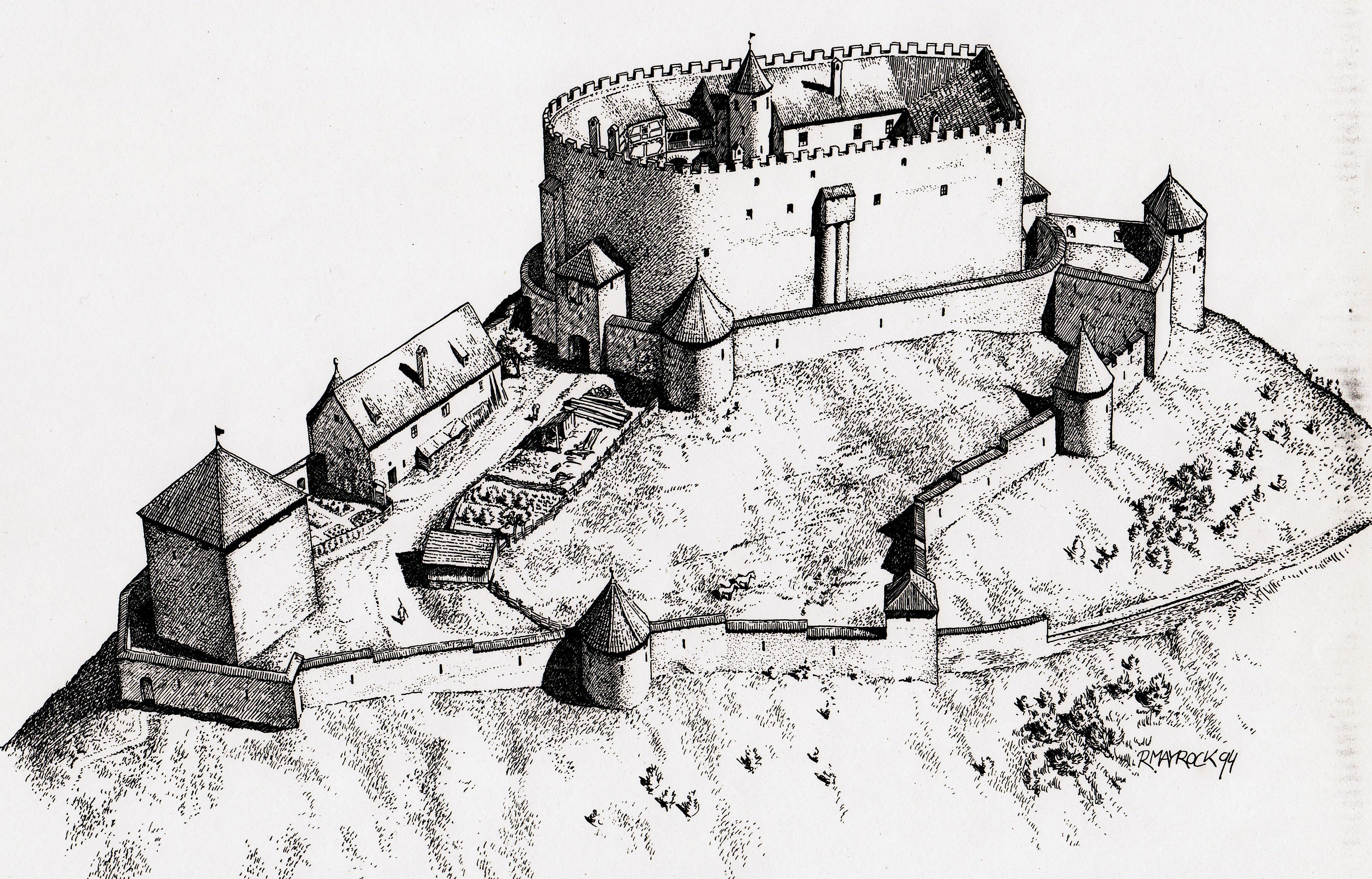
Rekonstruktion der Burg Eisenberg